# 衛星地面站

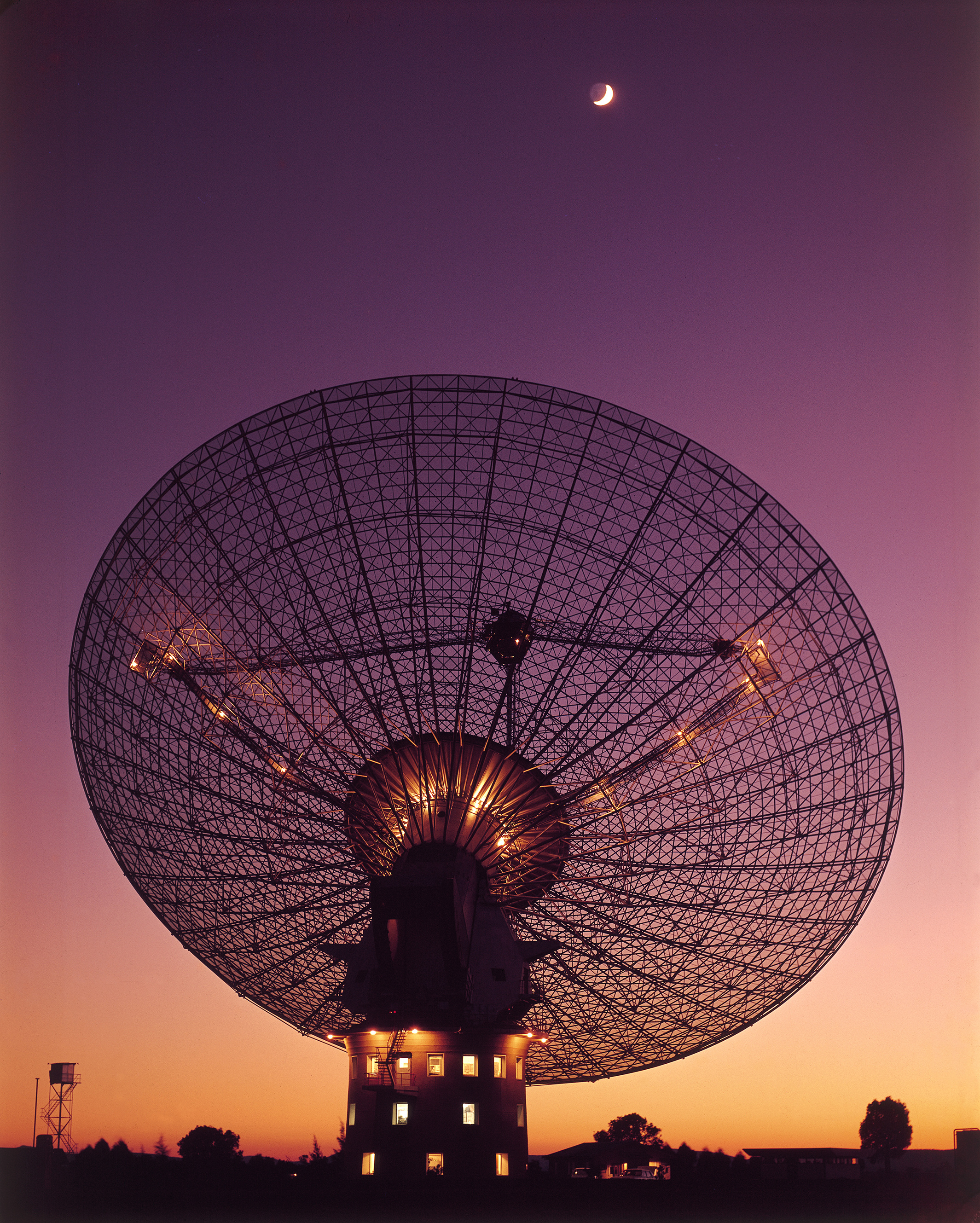
帕克斯天文台指向月球，接收阿波罗11号任务發回地球的数据

地面站（英語：Ground station）、又称地球站或地球終端站，是航天器通信系统地面部分的一个重要组成部分。地面站的基本作用是与航天器进行行星外通信或接收来自外太空的无线电波，亦可用于接收由其它地面站经卫星转发来的信号。地面站可能位於地球表面或地球的大气层之中。地面站與太空船經由傳送或接收超高頻率（SHF）或極高頻率（EHF）的頻段（如微波）的無線電波來達成与航天器通訊的目的。
當地面站成功地傳送無線電波到太空船上时，便形成了一個電波通訊鏈結（反之亦然）。拋物線天線是一個地面站的主要電波通訊裝置。
地面站有固定式與移动式兩種型態。 ITU 無線電規則第一條之第三款描述了多種形式的固定式與移动式地面站，以及它們與衛星之間的關係。
專門的衛星地面站或衛星跟蹤站能與通訊衛星為主的人造衛星進行遠程電波通訊；其他的地面站則與載人太空站或無人太空探測器進行通訊。另有一类主要接收遥测数据或跟踪空间任务，或不运行于地球静止轨道上的卫星的地面站，它們被称为地面跟踪站（英語：Ground tracking station）或空间跟踪站，简称跟踪站。
當一個人造衛星或航天器進入地面站的視野中，便稱其為可视卫星（參見軌道通過（英語：Orbital pass））。人造衛星可同时與多個的地面站進行通訊。而當一顆衛星同時位於兩個地面站的視野中時，便稱其具有共同視野。

## 电信端口
电信端口（别称：远程端口、遠程埠）是一種衛星地面站，它可以充当连接卫星、地心轨道网络与诸如互联网的地面电信网络间的枢纽。
电信端口可以提供各种广播服务，如上载计算机程序，或通过上行链路向人造卫星发出命令。
1984年5月達拉斯的沃斯堡电信端口成為全美首座開始營運的电信端口。

## 地面端綜合站

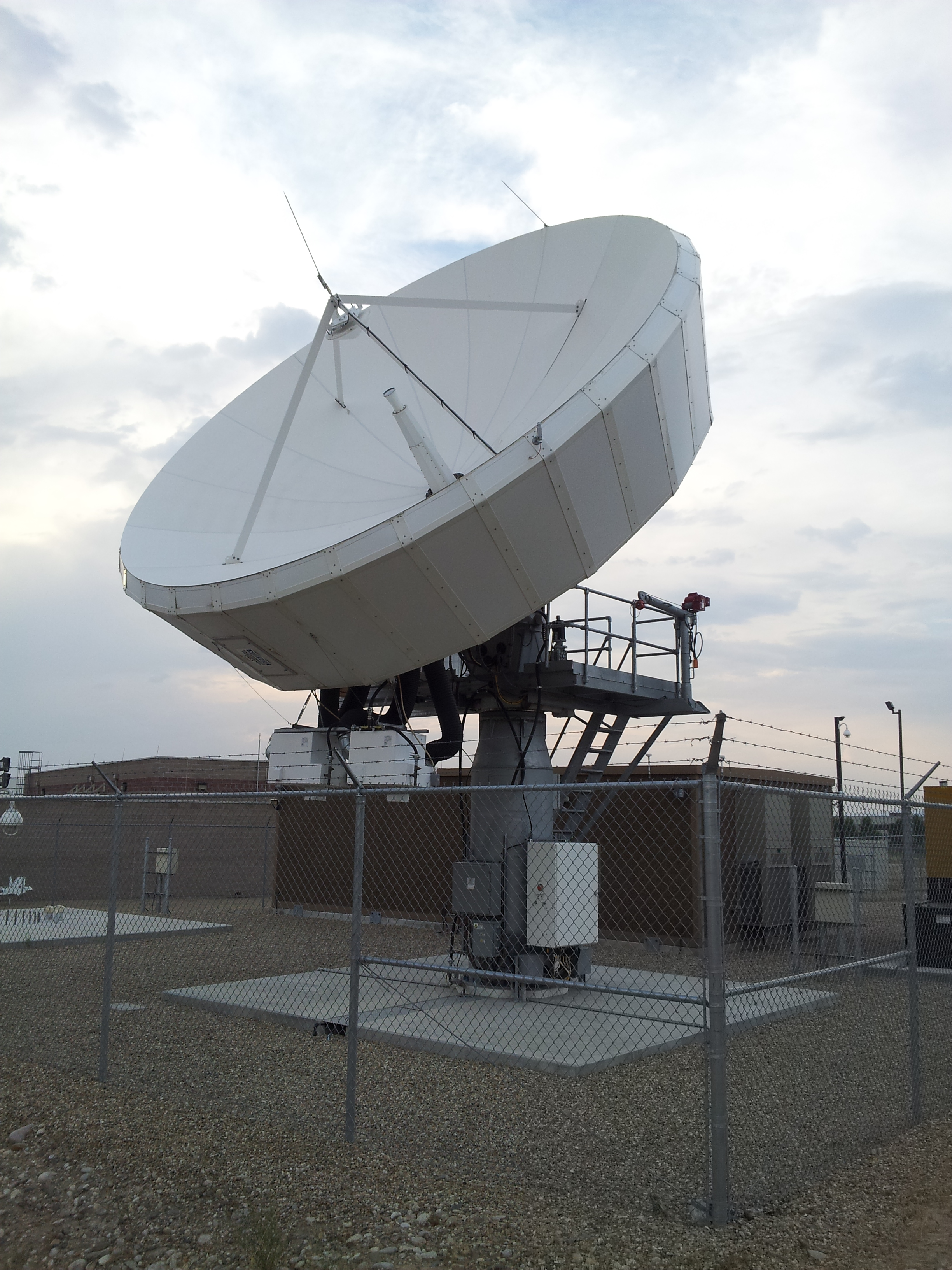
位於愛達華州，伯斯的第一級衛星天線 (由三級通訊製造)。

美國總務管理局於美國聯邦標準1037C中对地面終端綜合站的定義是“将地面站集成到电信网络中所需的设备和设施”。FS-1037C此後被ATIS Telecom Glossary納入，並由電信行業解決方案聯盟（ATIS，一個國際商業導向的非政府組織）進行維護。電信產業協會也承認這個定義。

## 衛星通訊標準
國際電聯無線電通信部門（ITU-R）為國際電信聯盟的一個分支，負責編纂經過多國同意而達成的國際標準。在1927年至1932年间，現今由ITU-R所控管的標準和規則均經由國際廣播諮詢委員會所註冊。
除了ITU-R定义的标准体系之外，各主要卫星运营商还提供了地面站必须满足的技术要求和标准，以便与运营商的卫星进行通信。国际通信卫星组织发布了国际通信卫星地球站标准（IESS），其中包括根据抛物面天线的能力对地面站进行分类，并预先批准某些天线型号。欧洲通信卫星公司也发布了欧洲通信卫星公司地面站标准（EESS）等类似的标准和要求。
Teleport（最初称为电信卫星园）是约瑟夫·米拉诺于1976年构思和开发的，是美国国家学院题为“大都市地区的电信：近期需求和机遇”的研究的一部分。

## 主要地面站與地面端綜合站

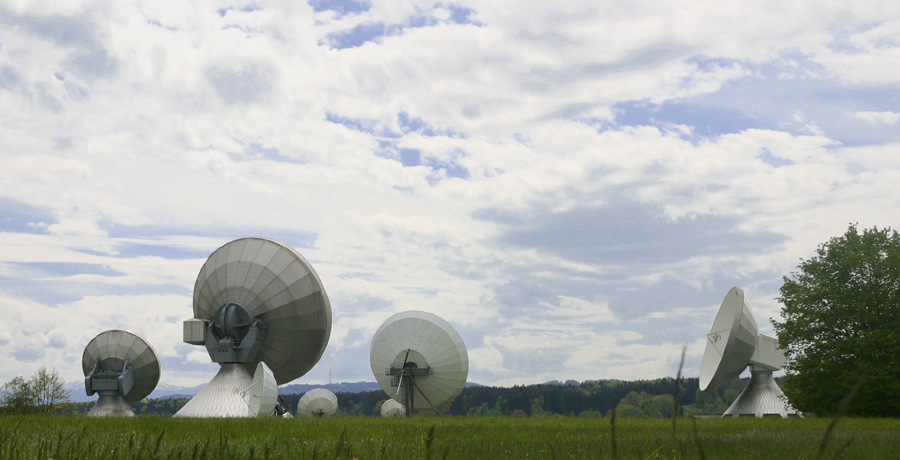
Raisting 衛星地面站是德國最大的衛星通訊機構。

- 新加坡武吉知馬衛星地面站
- 澳大利亞坎培拉深空通訊設施
- 瑞典埃斯維奇衛星站
- 美國加州哥德斯通深空通訊設施
- 英國貢希利衛星地面站
- 澳大利亞金銀花溪追蹤站
- 美國加州詹姆斯堡地面站（已廢棄）
- 美國夏威夷卡伊娜角衛星追蹤站
- 英國馬德利通訊中心
- 西班牙馬德里深空通訊設施
- 賽普勒斯馬卡里奧地面站
- 巴基斯坦Sparco 衛星中心
- 挪威斯瓦爾巴衛星站
- 中国三亚卫星接收站